# Othello (Washington)
Othello je grad u američkoj saveznoj državi Washington. Prema popisu stanovništva iz 2010. u njemu je živjelo 7.364 stanovnika.